# Ślężański Mnich
De Ślężański Mnich is een wielerwedstrijd die sinds 2023 jaarlijks plaatsvindt in Polen. De Ślęża is een berg in Sobótka waar de renners finishen.

## Geschiedenis
De wedstrijd kende in 2023 een eerste editie met de naam Miedzynarodowy Wyscig Kolarski "Slezanski Mnich". Oftewel, Internationale wielerwedstrijd van de Sleza Monnik. Op de top van de Sleza staan meerdere beelden die de Kelten daar hebben achter gelaten. Één van die beelden is van een monnik, in het Pools mnich geheten. Het jaar nadien won Piotr Maślak namens Voster ATS Team de wedstrijd, toen heette de wedstrijd Slezanzki Minch. De eerste twee edities was de wedstrijd nog een amateurwedstrijd zonder UCI-classificatie. In 2025 was de wedstrijd voor het eerst onderdeel van de UCI Europe Tour en werd gewonnen door Norbert Banaszek. Inmiddels heette de wedstrijd Ślężański Mnich. In de wedstrijd zijn 22 stroken opgenomen, waarvan 20 over kasseien en twee gravelstroken.

## Lijst van winnaars

### Overwinningen per land
| Overwinningen | Land  |
| ------------- | ----- |
| 3             | Polen |